# سیارک ۲۱۵۱۵
سیارک ۲۱۵۱۵ (به انگلیسی: 21515 Gavini، نامگذاری:1998KR50) بیست و یک هزار و پانصد و پانزدهمین سیارک کشف شده‌است که در ۲۳ مه ۱۹۹۸ کشف شد.
قدر مطلق سیارک برابر ۱۷.۰ است.